# Ewa Nowak-Teter
Ewa Nowak-Teter – polska politolog, dr hab. nauk społecznych, profesor uczelni Instytutu Nauk o Komunikacji Społecznej i Mediach Wydziału Politologii i Dziennikarstwa Uniwersytetu Marii Curie-Skłodowskiej w Lublinie.

## Życiorys
25 listopada 2004 obroniła pracę doktorską Stowarzyszenia polskiej młodzieży w Austrii w XIX i XX wieku, 23 stycznia 2015 habilitowała się na podstawie pracy zatytułowanej Ustanawianie agendy politycznej przez media. Efekt newsa w Polsce. Została zatrudniona na stanowisku adiunkta w Zakładzie Dziennikarstwa na Wydziale Politologii Uniwersytetu Marii Curie-Skłodowskiej oraz wykładowcy w Katedrze Dziennikarstwa i Komunikacji Społecznej na Wydziale Nauk Społecznych Wyższej Szkole Przedsiębiorczości i Administracji w Lublinie.
Piastuje funkcję profesora uczelni Instytutu Nauk o Komunikacji Społecznej i Mediach Wydziału Politologii i Dziennikarstwa Uniwersytetu Marii Curie-Skłodowskiej w Lublinie.
W 2021 odznaczona Brązowym Krzyżem Zasługi.